# Gasparo Contarini
Gasparo Contarini (Veneza, 16 de outubro de 1483 – Bolonha, 24 de agosto de 1542) foi um fidalgo, diplomata e cardeal italiano.
O Papa Paulo III, de quem Contarini tornar-se-ia valioso colaborador no trabalho da Reforma Católica e no Concílio de Trento, nomeou-o cardeal no consistório de 21 de maio de 1535.

## Vida pregressa
De uma família antiga e nobre, um dos 12 que elegeram o primeiro doge em 697 e mais tarde deram a Veneza oito doges e muitos outros cidadãos eminentes. Ele era o mais velho de sete filhos e quatro filhas de Alvise Contarini e Polissena Malpiero.
Treinamento elementar, Veneza; Universidade de Pádua, Pádua, 1501-1509 (grego, matemática, filosofia aristotélica e teologia). Sustentou um debate com seu professor, o famoso Pietro Pompanazzi, a quem demonstrou a imortalidade da alma.
Membro do Grande Conselho de Veneza; e mais tarde de uma comissão que administrava a dívida da república. Embaixador de Veneza perante o Imperador Carlos V, de 24 de setembro de 1520 a 1525; foi instruído a defender a aliança de Veneza com o Rei Francisco I da França e também a impedir todas as medidas hostis do imperador. Participou da Dieta de Worms em abril de 1521; nunca viu ou falou com Martinho Lutero. Mais tarde, seguiu o imperador para a Holanda, Inglaterra e Espanha e retornou a Veneza em agosto de 1525. Nomeado Savio di terra ferma (presidente de uma comissão para os assuntos dos territórios continentais de Veneza). Participou do Congresso de Ferrara em 1527 como representante da República de Veneza; uma liga foi formada contra o imperador, entre a França e vários estados da Itália. Em 1527, obteve a libertação do Papa Clemente VII, prisioneiro do imperador após o saque de Roma. Governador de Brescia. Embaixador de Veneza perante a Santa Sé, 1528; suas instruções eram manter o papa na liga, bem como defender a ação de Veneza em reter do papa as cidades de Ravena e Cervia, que haviam sido tomadas durante a invasão do Condestável Bourbon. O embaixador Contarini falhou nos dois objetivos: a república foi forçada a render essas duas cidades e a fazer as pazes com o imperador Carlos V; a paz foi concluída através do embaixador em Bolonha em janeiro de 1530. Presente na coroação do imperador, 24 de fevereiro de 1530, Bolonha; mais tarde, ele retornou a Veneza e apresentou o relatório costumeiro ao Senado veneziano. Nomeado para vários cargos importantes no governo e, finalmente, tornou-se senador. Ele era um leigo no momento de sua promoção ao cardinalato.

## Cardinalato
Contarini foi criado cardeal-diácono no consistório de 21 de maio de 1535, recebendo a diaconia de S. Maria em Aquiro em 31 de maio. Recebeu a tonsura eclesiástica e as ordens menores de Gian Pietro Carafa e depois foi ordenado padre; em junho de 1537, o cardeal Ercole Gonzaga o parabenizou pela celebração de sua primeira missa. Recebeu o chapéu vermelho e foi promovido à ordem dos cardeais-presbíteros, Perugia, 15 de setembro de 1535, optando pelo título de S. Vitale, 19 de setembro. Nomeado presidente da congregação com outros seis cardeais para a reforma da igreja, 8 de abril de 1536; a congregação produziu o relatório Consilium delectorum cardinalium praelatorum de emendanda ecclesia que foi apresentado ao papa no consistório de 9 de março de 1537, e então lido e explicado pelo cardeal Contarini. Não houve discussão naquela época e cópias do documento foram dadas aos cardeais, que tiveram tempo para consultar seus conselheiros.
Eleito bispo de Belluno em 23 de outubro de 1536. Consagrado em 17 de fevereiro de 1538, na Capela Sistina, pelo Papa Paulo III (nenhuma informação encontrada sobre os co-consagradores). Optou pelo título de S. Balbina em 15 de janeiro de 1537. Nomeado com outros oito cardeais para uma comissão para preparar um concílio geral, 7 de janeiro de 1538. Nomeado com outros onze cardeais para uma comissão para a reforma da Cúria Romana e seus oficiais, 27 de agosto de 1540. Legado papal para a Alemanha, 21 de maio de 1540 como tal, ele participou da conferência celebrada em Ratisbona para negociar um acordo com os luteranos; quando se tornou óbvio que um acordo era impossível de ser alcançado, a conferência terminou; o legado enviou a decisão final de todos os artigos de fé ao papa e voltou para Roma. Contarini colaborou ativamente com a reforma interna da igreja, reprimindo abusos e espalhando o Consilium de emendanda Ecclesia (1537).
Optou pelo título de S. Apollinare em 9 de novembro de 1539. Camerlengo do Sagrado Colégio dos Cardeais, 9 de janeiro de 1540 a 10 de janeiro de 1541. Legado a latere para a Dieta de Speyer, 21 de maio de 1540; sua missão foi adiada por oito meses devido a questões políticas e processuais; o colóquio de Hagenau começou em junho de 1540 sem um legado papal presente. Em 28 de outubro de 1540, a Dieta foi transferida para Worms; e em janeiro de 1541 para Ratisbona; o cardeal foi nomeado legado na Alemanha em 10 de janeiro de 1541; finalmente, em 12 de março de 1541, o cardeal legado foi recebido com grande cerimônia; o colóquio religioso começou em 28 de abril e as discussões terminaram em 22 de maio; ele apresentou o relatório de sua legação, em 7 de novembro de 1541. Santo Inácio de Loyola, fundador da Companhia de Jesus, reconheceu que o Cardeal Contarini foi em grande parte responsável pela aprovação papal da ordem em 27 de setembro de 1540. Legado em Bolonha, 21 de janeiro de 1542. Optou pelo título de S. Prassede em 15 de fevereiro de 1542. Em muitos de seus escritos, Contarini abordou as questões levantadas por Lutero e outros reformadores, mas sempre desejou permanecer católico; na Conferência de Ratisbona, o cardeal protestou repetidamente que não sancionaria nada contrário à doutrina católica e deixou a decisão final de todas as questões de fé para o papa.

Cardeal Contarini faleceu em 24 de agosto de 1542, em Bolonha. Enterrado na igreja de S. Petronio; e mais tarde, seu corpo foi transferido para a igreja do mosteiro de San Proculo. Em dezembro de 1565, transferido para Veneza e enterrado no túmulo de sua família na igreja de S. Maria dell'Orto com um epitáfio colocado por seus sobrinhos Luigi e Gasparo Cornaro.